# Jämthund
Jämthunden er en svensk hunderace, der tilhører gruppen af spidshunde. Den anvendes hovedsageligt som gårdhund og til elgjagt, og den er den mest udbredte elghund i Sverige og Finland. Racen stammer oprindeligt fra Jämtland og Härjedalen i det nordvestlige Sverige.  Jämthunden har et ulvelignende udseende, men modsat ulven bærer jämthunden halen oprullet.
Jämthunden modtog officiel anerkendelse som hunderace i 1946, takket være intensivt arbejde udført af Aksel Lindström og andre. Tidligere blev Jämthunden og Norsk Elghund opfattet som samme race, til trods for at jämthunden er væsentligt større end den norske elghund. På trods af denne korte periode for hunderacens officielle anerkendelse, er den blev avlet lokalt i Jämtland i historisk tid. De benyttes til elgjagt og slædetræk. På den lokale dialekt kaldes hunden også for bjørnehund, da det er én af meget få hunde, der ikke trækker sig for en bjørn.

## Forekomst i skønlitteraturen
Kerstin Ekmans roman Hunden (1986) handler om en jämthundhvalp, der tre måneder gammel bliver væk fra sin familie og må klare sig et år alene i den barske nordsvenske fjeldnatur, inden den igen bliver forenet med sin familie. 

Kerstin Ekmans bog foreligger i dansk oversættelse ved Anne Marie Bjerg, Hunden (1988), og den er filmatiseret som kortfilm med samme titel (2003).
| Dyr | Spire Denne artikel om dyr er en spire som bør udbygges. Du er velkommen til at hjælpe Wikipedia ved at udvide den. |

- Wikimedia Commons har flere filer relateret til Jämthund